# Scotophilus collinus
Scotophilus collinus là một loài động vật có vú trong họ Dơi muỗi, bộ Dơi. Loài này được Sody mô tả năm 1936.